# 남지훈
남지훈(한국 한자: 南至薰)은 조선 후기의 문신이다. 자 훈숙(薰叔)으로, 본관은 의령이다.

## 생애
생몰년은 미상이다. 제주목사, 진주목사 등 여러 관직을 거쳐 경주부윤으로 부임하였다.
1699년(숙종 25) 5월에 제주 절제사로 부임하고, 1701년(숙종 27) 9월에 제주를 떠났다. 
숙종 37년(1711년) 경주부윤으로 재직 중 김유신의 비석을 다시 세우고, 제대로 정리되지 않은 경주의 지지(地誌)인 동경지를 중간하였다. 그리고 신라의 충신인 김후직의 충절을 기리기 위해 경주 간묘의 비석을 세우기도 했다.
그는 형인 남익훈(南益熏)이 편찬한 《의령남씨족보》의 영구 보관을 위해 장판실(藏板室)을 짓기도 했는데, 《의령남씨족보》는 현존하는 족보 중 사료적 가치가 가장 높은 족보 중의 하나이다.

## 가족
- 고조(高祖)
  - 이조참판(吏曹參判) 남호(南琥)
- 증조(曾祖)
  - 병조참판(兵曹參判) 남이신(南以信)
- 조부(祖父)
  - 호조참의(戶曹參議) 남두첨(南斗瞻)
- 선고(先考)
  - 경상도관찰사(慶尙道觀察使) 남훤(南翧)

## 참고 문헌
- 국조인물고(國朝人物考), 약천집(藥泉集), 동경잡기(東京雜記), 의령남씨세보(宜寧南氏世譜).